# August Šenoa

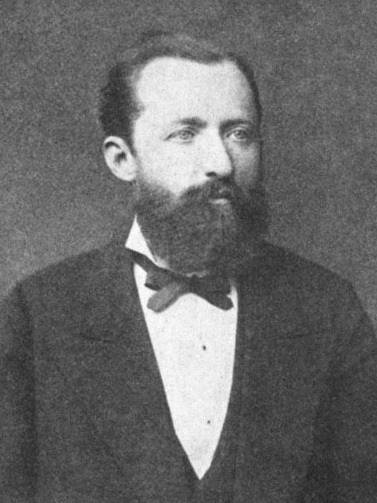
August Šenoa

August Ivan Napomuk Eduard Šenoa född den 14 november 1838 i Zagreb, död 13 december 1881 i Zagreb, dåvarande Österrike-Ungern (dagens Kroatien), var en kroatisk författare.
August Šenoa anses ha varit Kroatiens främsta romanförfattare och under sin levnadstid skrev han mer än tio romaner, däribland Zlatarovo zlato, Seljačka buna och Diogenes. Han skrev även den populära patriotiska sången Živila Hrvatska (Leve Kroatien).
August Šenoa var den mest inflytelserika och den mest produktiva kroatiska författaren på 1800-talet och grundlade den moderna kroatiska litteraturen. Han är författare till en omfattande samling av romaner, en innovatör av prosa och skaparen av en utvecklad urban språkstandard. Det som betonas ofta är Šenoas roll som lingvist, som en man som gjorde mer för det moderna kroatiska språkets elasticitet och uttrycksförmåga av samtida kroatiska språket än ordboksförfattare och puristiska rådgivare. Han skrev den första moderna kroatiska romanen, Zlatarevo zlato, 1871. På grund av hans stora värde och den roll han spelade i den kroatiska litteraturen kallas den perioden han var aktiv (mellan 1865 och 1881) Šenoas tid (Šenoino doba).

## Biografi
Šenoa föddes i Zagreb i dåvarande Österrike-Ungern. Hans far Alois Schönoa var en tysk från Tjeckien och hans mor, Terezija Rabacs, en slovakiska från Budapest i Ungern. Hans efternamn stavades egentligen Schönoa. Modern dog då han var 8 år gammal.
Šenoa utbildade sig i Zagreb, Prag och Wien. Under en tid levde och arbetade han i Wien innan han 1866 återvände till sin hemstad Zagreb. Han var politiskt aktiv i Folkpartiet som arbetade för större självbestämmanderätt för Kroatien inom Österrike-Ungern. Han dog när han var 43 år i sviterna av en lunginflammation som han ådragit sig efter att ha hjälpt offer för jordbävningen i Zagreb 1880.

### Tidigt liv, skolning och arbete
Šenoa var konstnärlig ledare för den kroatiska nationalteatern Hrvatsko zemaljsko kazalište (föregångaren till den kroatiska nationalteatern HNK) mellan 1868 och 1870 och därefter dramatiker fram till 1873, då han blev stadssenator. Han var redaktör för tidningen Vijenac från 1874 och vicepresident för Matica hrvatska från 1877 till 1881.
Han översatte till kroatiska från tyska, franska, tjeckiska och engelska.

## Romaner
Šenoa uppnådde den största prestationen som romanförfattare. Han introducerade romanen, den dominerande litteraturgenren under andra hälften av 1800-talet, i den kroatiska litteraturen. I enlighet med det litterära programmet han formulerade i den kritisk-polemiska texten Naša književnost (Vår litteratur) år 1865 är hans stora romanprojekt fokuserat på ämnen som inhemsk historia och samtida händelser. Historiska romaner intar en central plats i hans verk. De fem romaner Šenoa skrev är: Zlatarovo zlato (1871), Čuvaj se senjske ruke (1875), Seljačka buna (1877), Diogenes (1878) och Kletva, det oavslutade verk han började skriva år 1880.  Dessa verk tematiserar händelser från olika perioder i Kroatiens historia: konflikten mellan Stjepko Gregorijanec och Zagrebs borgare på 1500-talet med den centrala berättelsen om kärlek mellan en adelsman och en medelklasskvinna (Zlatarovo zlato), en viktig episod från uskokernas historia i början av 1600-talet (Čuvaj se senjske ruke), den stora konflikten mellan feodala herrar och bönder på 1500-talet (Seljačka buna), politiska intriger i Habsburgs Kroatien på 1700-talet (Diogenes) och händelserna från 1300-talet som omdanade kroatisk historia (Kletva). Verken följer den modell för historiska romaner som introducerades av Walter Scott. Kärnan i denna modell ligger i den trogna rekonstruktionen av historiska händelser baserat på forskning av autentiska dokument och historiska källor. Syftet med sådana verk är att visa hur vissa idéer, sociala förhållanden och fördelningen av politiska krafter fungerade vid en viss tidpunkt och påverkade människors vardagliga liv.

## Povjestice
Šenoa uppnådde också framgång med sina povjestice - berättande verk på vers med historiska motiv (Propast Venecije, Smrt Petra Svačića, Šljivari, Anka Neretvanka, Vinko Hreljanović) eller folklormotiv (Božja plahtica, Kameni svatovi, Kugina kuća, Postolar i vrag, Gvozdeni div, Prokleta klijet, Mile Gojslavica). De kännetecknas av uttrycks lätthet, versens flexibilitet, en uttalad rytm och humoristisk ton. Deras avsikt är densamma som med historiska romaner: att vara ett medel för nationell utbildning och en sann patriotisk skola.

## Arv
August Šenoa dog i Zagreb 1881. Han begravdes på Zagrebs kyrkogård Mirogoj. Hans lyriska dikter, som bara under de första åren av hans arbete hade en viktigare plats, hade mindre framgång. Han är mindre betydelsefull som kärlekspoet och mer som en politisk och social poet. I många dikter uttryckte Šenoa de drivande idéerna från sin tid och det politiska programmet för Strossmayers folkenhet (Na Ozlju grad, Hrvatska pjesma, Budi svoj!, U slavu J. J. Strossmayera, Klevetnikom Hrvatske, Hrvat Bosni och andra). Šenoa är också grundaren av den moderna kroatiska kajkaviska dialektpoesin.
Efter att han hade skrivit verk på över tjugo volymer på mindre än tjugo år grundade Šenoa den moderna kroatiska litteraturen inom alla områden. Det är omöjlig att föreställa sig vilken form det kroatiska skrivna ordet och kulturen i allmänhet skulle ha haft om det inte vore för Šenoa.